# Allium adiyamanense
Allium adiyamanense — вид квіткових рослин з підродини цибулевих (Allioideae). Ендемік Туреччини.